# Euagrotis simplaria
Euagrotis simplaria är en fjärilsart som beskrevs av Morrison 1875. Euagrotis simplaria ingår i släktet Euagrotis och familjen nattflyn. Inga underarter finns listade i Catalogue of Life.